# Секс з Анфісою Чеховою
«Секс з Анфі́сою Че́ховою» (рос. «Секс с Анфисой Чеховой») — російська телевізійна передача, що виходила на каналі ТНТ у жанрі еротичного шоу. Ведуча — Анфіса Чехова.

## Опис
Відома телеведуча Анфіса Чехова вивчала практику і теорію сексу близько 10 років. Щонеділі опівночі на ТНТ вона ділилася своїм досвідом і свіжою інформацією. Їй допомагали чоловіки-кореспонденти.
На сайті передачі можна безкоштовно завантажити фото та відео зі зйомок.
Передача мала спірний характер, у неї були свої противники. Зокрема, казахстанські політики пропонували заповнювати ефір власними телепрограмами замість російських «Секс з Анфісою Чеховою», Дом-2, Моя прекрасна няня. На думку казахстанських політиків, такі передачі розбещують молодь.
2009 року, у період економічної кризи, зйомки нових випусків передачі припинились. Проект заморожений, випуски програми до 2009 року виходили у повторах на каналі ТНТ до 2012 року.